# ناجا شايتانايا
ناجا شايتانايا (بالإنجليزية: Naga Chaitanya)‏ هو ممثل هندي، ولد في 23 نوفمبر 1986 بحيدر آباد في الهند. بدأ مشواره المهني سنة 2009، ومن الجوائز التي نالها جائزة فيلم فير جنوب.

## جوائز
- جائزة فيلم فير جنوب

## وصلات خارجية
- ناجا شايتانايا على موقع IMDb (الإنجليزية)
- ناجا شايتانايا على موقع قاعدة بيانات الفيلم (الإنجليزية)